# Лернер, Константин Зайвелевич
Константин Зайвелевич Лернер (28 февраля 1950, Одесса — 24 сентября 2011, Герцлия, Тель-Авивский округ) — советский, украинский и израильский шахматист, гроссмейстер (1986).

## Биография
В 1978 году стал международным мастером, в 1986 году международным гроссмейстером. В 1978 и 1982 годах побеждал на чемпионатах Украинской ССР. Неоднократный участник финалов чемпионата СССР. Победитель первенств СССР между командами союзных республик 1981 и 1991 годов.
Победитель многих международных турниров. В 1990-х годах — один из сильнейших шахматистов Украины. Международный гроссмейстер. Наивысший рейтинг в карьере, 2605 был достигнут Лернером в 1995 году. С 2001 года проживал в Израиле, продолжал выступления в турнирах.

## Спортивные достижения
| Год  | Город  | Турнир              | + | − | =  | Результат | Место |
| ---- | ------ | ------------------- | - | - | -- | --------- | ----- |
| 1979 | Минск  | 47-й чемпионат СССР | 4 | 4 | 9  | 8½ из 17  | 9     |
| 1983 | Москва | 50-й чемпионат СССР | 1 | 5 | 9  | 5½ из 15  | 16    |
| 1984 | Львов  | 51-й чемпионат СССР | 7 | 1 | 9  | 11½ из 17 | 2     |
| 1985 | Рига   | 52-й чемпионат СССР | 5 | 5 | 9  | 9½ из 19  | 9—13  |
| 1986 | Киев   | 53-й чемпионат СССР | 5 | 2 | 10 | 10 из 17  | 2—7   |
| 1989 | Одесса | 56-й чемпионат СССР | 3 | 2 | 10 | 8 из 15   | 6—7   |
| 1991 | Москва | 58-й чемпионат СССР | 1 | 2 | 8  | 5 из 11   | 39—49 |

| Графики недоступны из-за технических проблем. См. информацию на Фабрикаторе и на mediawiki.org. |